# Голштиния (флейт)
«Голштиния» — парусный флейт Балтийского флота Российской империи, находившийся в составе флота предположительно с 1730 по 1732 год. Во время несения службы использовался преимущественно в качестве транспортного судна в акватории Финского залива. Осенью 1731 года сел на мель, на которой на следующий год был разобран.

## Описание флейта
Парусный флейт с деревянным корпусом.

## История службы
Информации о точном времени и месте постройки флейта «Голштиния» не сохранилось, Вероятнее всего он был спущен на воду в 1730 году. После спуска на воду судно вошло в состав Балтийского флота России.
В кампанию 1730 года использовался в качестве транспортного судна для перевозки грузов между портами Финского залива. С июня по октябрь 1731 года находился в составе  кронштадтской эскадры кораблей Балтийского флота, совершившей плавание в Киль
В октябре того же 1731 года в заливе Монвик в районе Ревеля налетел на мель. Снять с мели флейт не удалось, в связи с чем весной 1732 года он был разобран без снятия с мели.
Командиром флейта «Голштиния» в составе российского флота в 1730 и 1731 годах служил шкипер Размусин, Размисин или Размус.

### Комментарии
1. ↑  Также встречается вариант «Голстиндия»[1].